# Maimaia
Maimaia là một chi bướm đêm thuộc họ Erebidae.